# Абдалла ас-Саляль
Абдалла ас-Саляль (араб. عبد الله يحيى السلال, трансліт. ʿAbd Allāh Yaḥyā al-Sallāl; 9 січня 1917 — 5 березня 1994) — єменський військовий і державний діяч, лідер Вересневої революції 1962 року у Північному Ємені, перший президент Північного Ємену.

## Життєпис
Походив з родини торговця. 1939 року закінчив військову академію в Іраку у званні лейтенанта. Брав активну участь у спробі державного перевороту у лютому 1948 року, коли було вбито імама Ях'я Мухаммеда Гамід ад-Діна. Після цього перебував в ув'язненні упродовж семи років. За монархії займав різні пости, зокрема, губернатора Ходейди (1959—1961), керівника військового училища та начальника особистої охорони імама аль-Бадра, останнього монарха Єменського Мутаваккілітського Королівства.
19 вересня 1962 року отримав звання полковника та посаду начальника генерального штабу.
Згодом приєднався до революційних сил на чолі з Радою революційного командування, які 26 вересня 1962 року повалили короля-імама Мухаммеда аль-Бадра та ліквідували монархію. Наступного дня ас-Саляль був обраний президентом Єменської Арабської Республіки.
Невдовзі Північний Ємен налаштував тісні стосунки Єгиптом Насера, що став найсильнішим союзником ЄАР у війні проти роялістів, яких підтримувала Саудівська Аравія. Громадянська війна у Північному Ємені між республіканцями та монархістами тривала до 1970 року. Президент Абдалла ас-Саляль проводив перемовини з лідерами племен, щоб привабити їх на бік Республіки, однак нестабільність у країні зберігалась упродовж всього його правління.
За його президентства було проведено аграрну реформу, запроваджено безкоштовну освіту й медичне обслуговування, проводилось активне будівництво шкіл і лікарень, мали місце спроби «соціалізації» економіки.
Був усунутий від влади 5 листопада 1967 року під час його візиту до Іраку дорогою до СРСР. Його звільнили від усіх посад і звань та заочно засудили до смертної кари. Жив у Єгипті та Сирії й повернувся на батьківщину після амністії 1981 року. Помер у Сані 1994 року.